# Jan van Goyen
Jan Josephsz. van Goyen (Leiden, 13 januari 1596 – Den Haag, 27 april 1656) was een Nederlands landschapschilder uit de Gouden Eeuw. Van Goyen heeft veel schilderijen nagelaten van riviergezichten en landschappen (duinen of strand) in de omgeving van Den Haag, Rotterdam, Delft, Dordrecht, Leiden, Gouda, Rhenen, Arnhem, Nijmegen, Emmerik en Kleef. Hij schilderde regelmatig winterlandschappen, zee- en stadsgezichten, maar nooit een portret, historiestuk of stilleven.

## Biografie

### Jeugd en leertijd

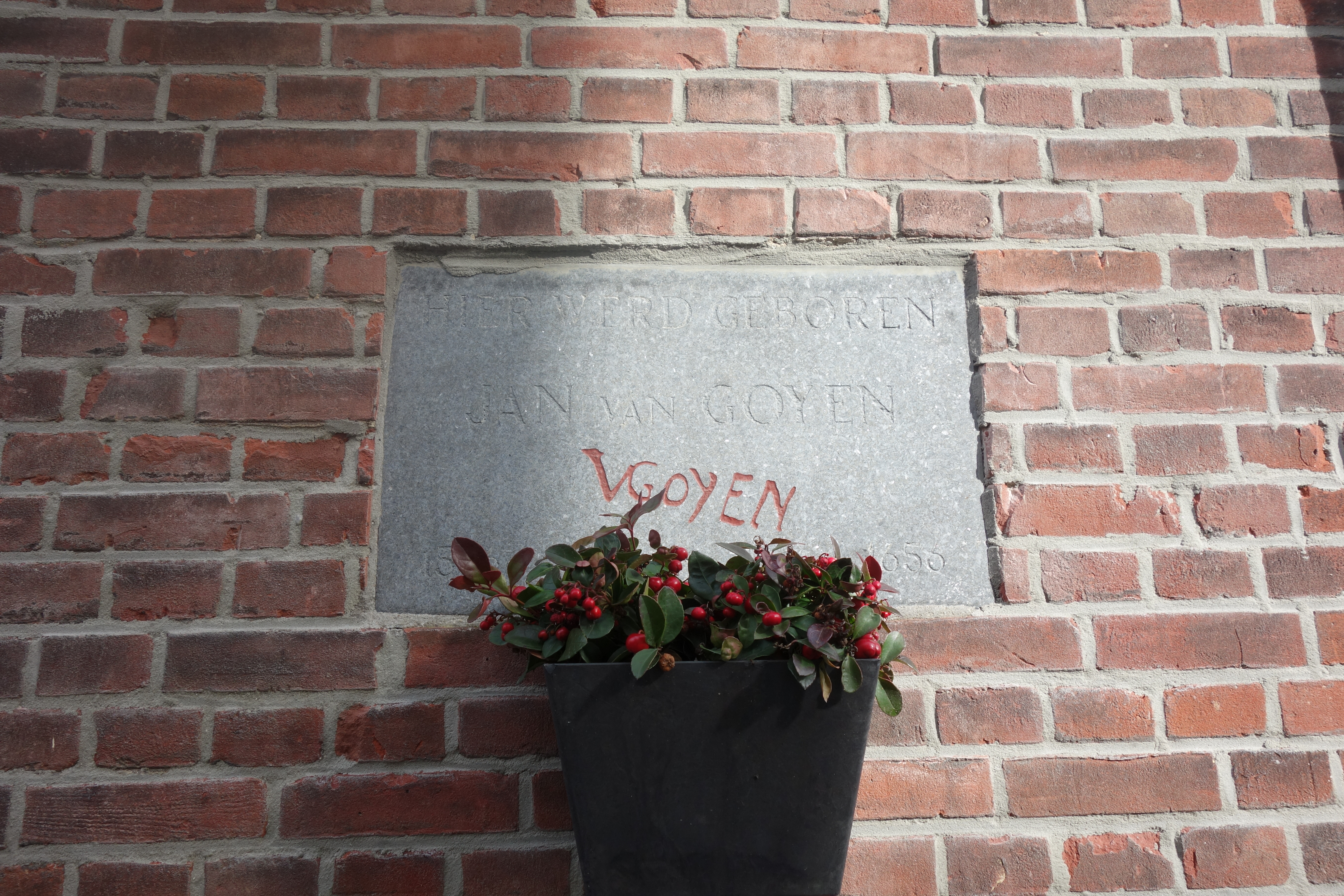
Gedenksteen in Leiden, Schoolsteeg 4, "Hier werd geboren Jan van Goyen. 1596-1656"

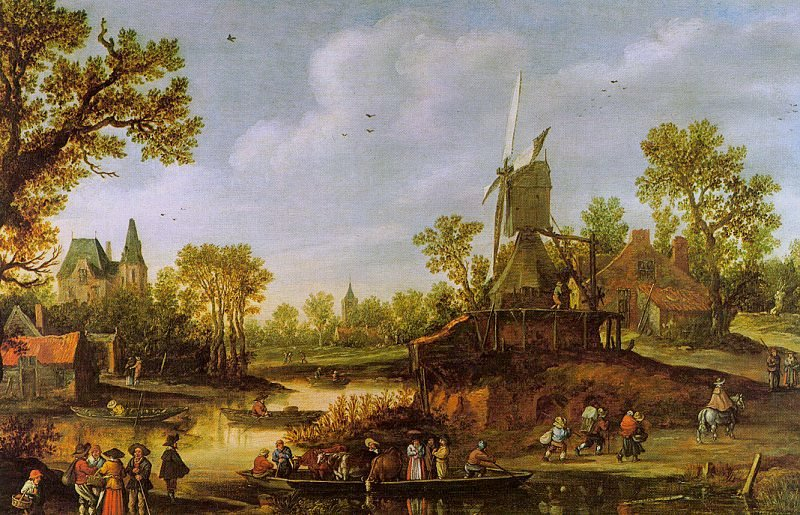
Rivierlandschap, 1625

Van Goyen werd in de Schoolsteeg nr. 4 in Leiden geboren als zoon van de schoenmaker Joseph Jansz. van Goyen. Hij was een van de vier kinderen en vertrok ergens tussen 1608 en 1615 naar Hoorn, nadat hij in een korte periode bij drie kunstschilders in de leer was geweest en te kennen had gegeven geen glazenmaker te willen worden. Van Goyen ging op tienjarige leeftijd in de leer bij de kleine Leidse meester Coenraet Schilperoort. Van Goyens biografie werd beschreven door de Leidse burgemeester Jan Jansz. Orlers in zijn Beschrijvinge der stadt Leyden uit 1641. Jans vader bracht hem, toen hij bij Schilperoort na drie maanden was uitgekeken, naar de burgemeester-schilder Isaack Nicolai ofwel Isaac Claesz. van Swanenburg (1537-1614). Ook hier hield Jan het niet lang uit en hij ging vervolgens in de leer bij de onbekende Leidse schilder Jan Arentsz. de Man. Daarna was Van Goyen enige jaren in de leer bij de Hoornse schilder Willem Gerritz.
Op zijn 19e vertrok Van Goyen naar Frankrijk, samen met zijn voormalige leermeester. Bij terugkomst studeerde hij bij de landschapschilder Esaias van de Velde in Haarlem. Deze schilder was wél een sleutelfiguur in de ontwikkeling van Jan van Goyen. Van Goyen was een jaar lang medewerker op het atelier van Van de Velde. In 1618 trouwde hij met Annetje Willemdr. van Raelst en werd opgenomen in het Leidse Sint-Lucasgilde als zelfstandig meester.

### Schilder in Den Haag

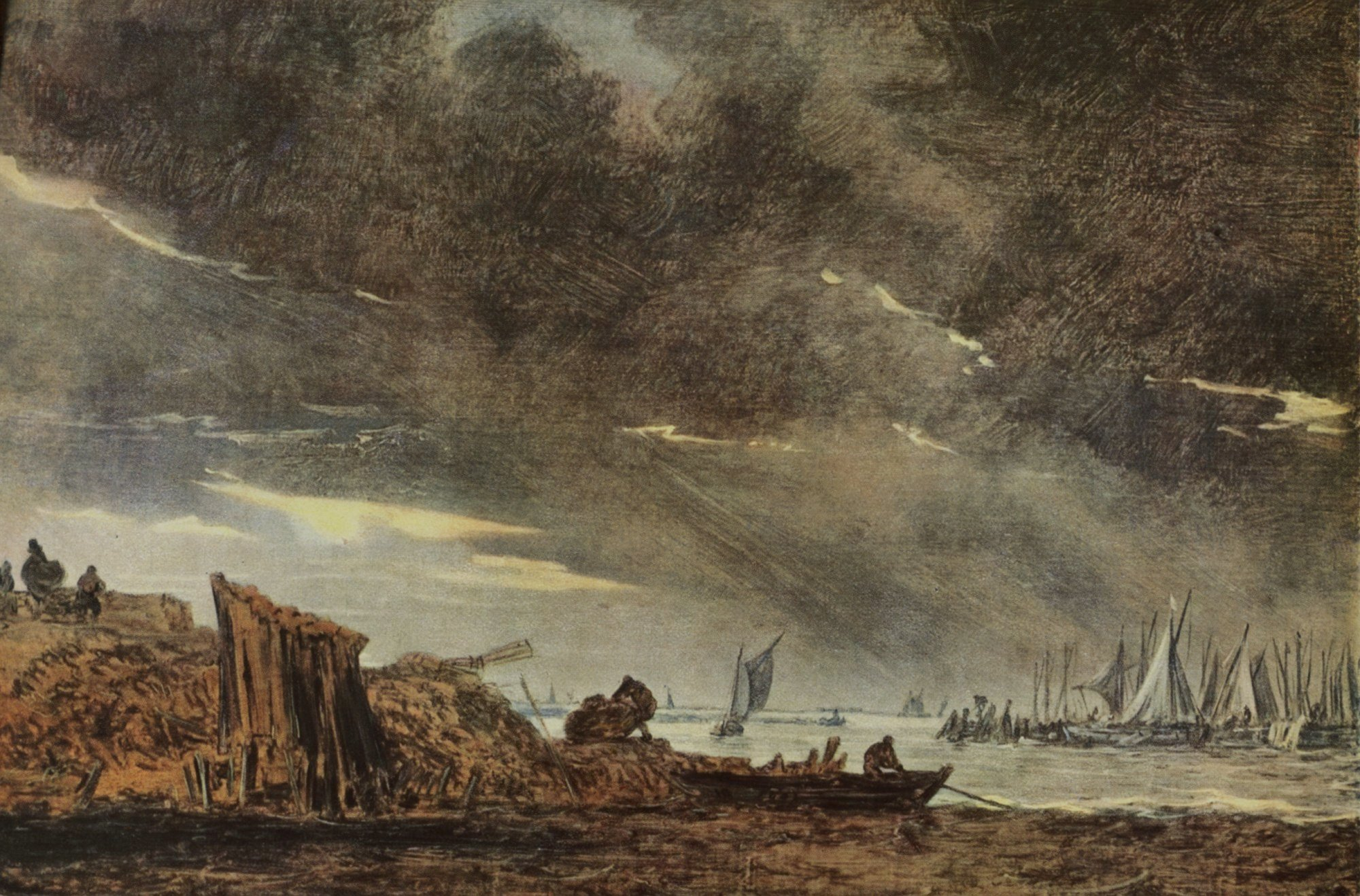
Vissersschepen in een storm, 1642, Národní galerie v Praze

Gezicht op Arnhem, 1645, Statens Museum for Kunst, Kopenhagen

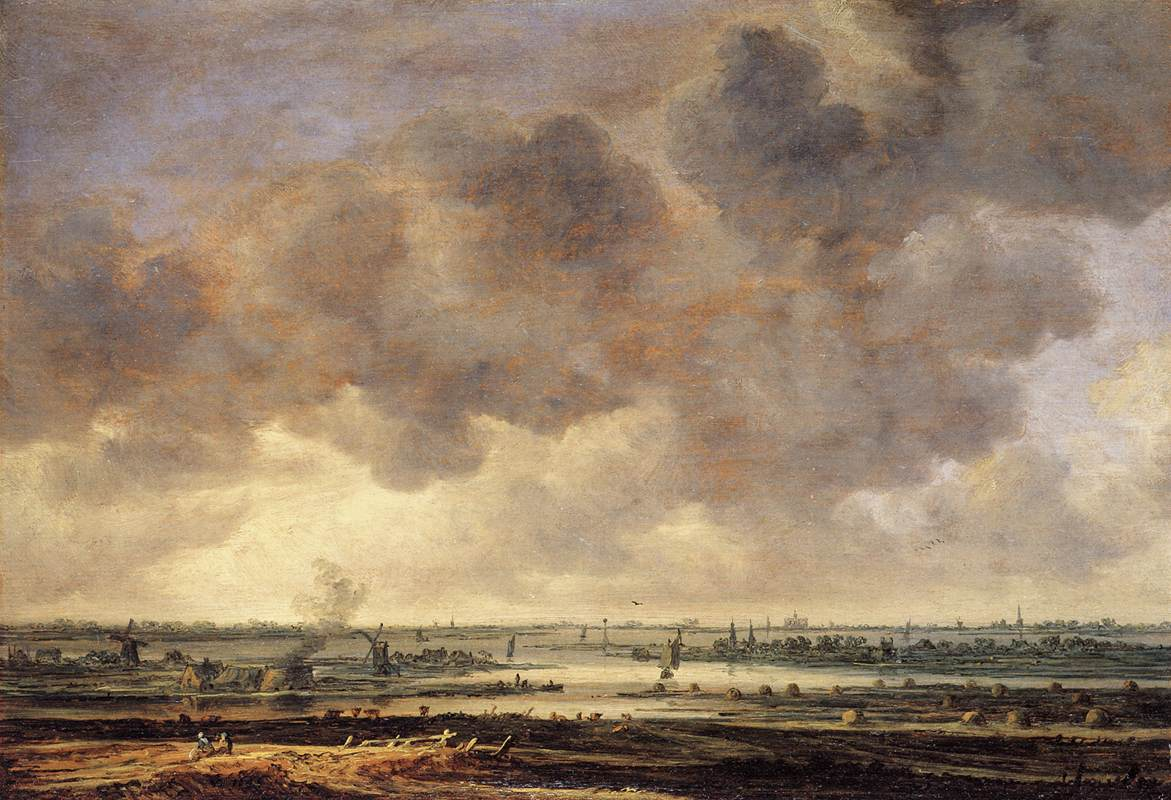
Gezicht op het Haarlemmermeer, 1646, Metropolitan Museum of Art, New York

Tussen 1632 en 1634 vestigde hij zich in Den Haag. In dezelfde periode verlieten ook Rembrandt van Rijn, Jan Lievens en Jan Davidsz. de Heem Leiden. In de 17e eeuw hebben er zo'n 650 schilders in Den Haag gewoond, alleen Amsterdam telde er meer, ruim duizend. Na zijn verhuizing naar Den Haag, kreeg Van Goyen in 1634 er het burgerrecht. In 1632 werd zijn vroeg gestorven dochtertje Elsje begraven in de Grote Kerk van Den Haag. In 1638 werd hij daar hoofdman van het Sint Lucasgilde. Hij bleef hoofdman tot 1640 of werd het dat jaar opnieuw.
Zijn eerste gesigneerde werk dateert uit omstreeks 1618. Er zouden meer dan duizend schilderijen en 800 tekeningen volgen. Van Goyen werd een van de toonaangevende landschapschilders door zijn vernieuwende werkwijze en vindingrijkheid. Hij ontwikkelde uiteenlopende typen landschapschilderijen zoals duingezichten, stadsgezichten, strandgezichten en gezichten op riviermondingen met schepen, bij zowel goed als slecht weer. Hij ontwikkelde gaandeweg een snelle manier van werken, waarbij hij de verf in een keer op het doek of paneel opbracht.
Mede onder invloed van de marineschilder Jan Porcellis ontwikkelde hij een type landschappen met een gereduceerd kleurenpalet die worden aangeduid als 'tonale' landschappen. Het is onduidelijk of Van Goyen deze snelle werkwijze ontwikkelde om zijn omzet te verhogen, of uit artistieke overwegingen.
Ter voorbereiding van zijn schilderijen maakte Van Goyen honderden schetsen in zwart krijt die hij tekende op grotere en kleinere wandelingen die hem tot aan Kleve in Duitsland brachten en tot in Noord Frankrijk. De landschappelijke en topografische motieven verwerkte hij naderhand in zijn schilderijen. Het zogenoemde Dresdner Schetsboek is als enige nog intact.
In 1649 trok schilder Jan Steen in bij Van Goyen. Steen, eveneens katholiek, trouwde datzelfde jaar met zijn dochter Grietje (Margaretha) en schilderde de familie Van Goyen. In 1651 werd hun eerste kind, Thaddeus, geboren. Jacques de Claeuw (1623-1694) was Van Goyens andere schoonzoon. Hij trouwde Van Goyens oudste dochter Maria, ook in 1649. Drie maanden na het huwelijk werd hun kind geboren. Ook Paulus Potter huurde van hem en werd enige tijd zijn buurman.

### Gezicht op Den Haag
In 1651 schilderde hij in opdracht van het stadsbestuur het enorm grote stadsgezicht Gezicht op Den Haag vanuit het zuidoosten met op de voorgrond de Haagse Trekvliet en de voorganger van de huidige Laakmolen. Het doek is bijna vijf meter breed (174 bij 460 cm). Hij kreeg er 7 augustus 1651 650 gulden voor. Mogelijk deed Van Goyen, die vrijwel permanent in geldnood verkeerde, een poging tot oplichting door op 2 mei 1653 te vragen of het bedrag, dat hij nog niet zou hebben ontvangen, van een schuld, die hij bij het stadsbestuur had, kon worden afgetrokken. De schepenen Johan Doedijns en Thomas Cletcher jr. gingen akkoord, maar een oplettende klerk streepte de resolutie door en vernietigde het besluit.

### Laatste jaren

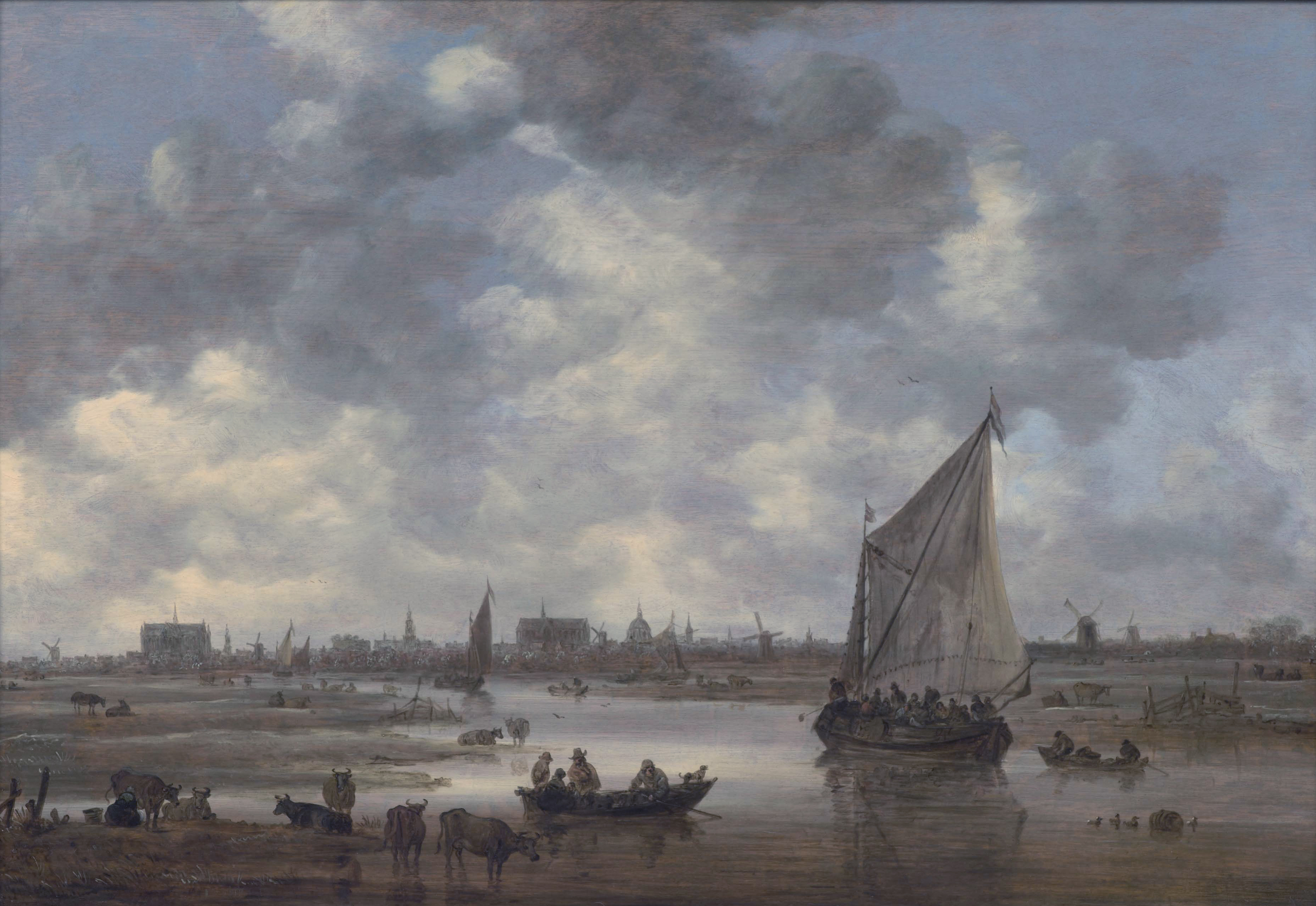
Gezicht op Leiden, 1650, Museum De Lakenhal, Leiden

Gezicht op het Haarlemmermeer, 1656, Städel Museum, Frankfurt

Van Goyen had redelijke inkomsten, want hij was bovendien 'projectontwikkelaar' en speculeerde in tulpenbollen. Hij kocht onder meer grond aan de Dunne Bierkade (Singelgracht), de Nieuwe Molstraat en de net gegraven Prinsegracht en liet daarop huizen bouwen.
In 1654 namen zijn schulden dermate toe dat hij zijn eigen huis aan de Dunne Bierkade (nu nr. 16) verhuurde. Jan Steen vertrok toen naar Delft. Van Goyen verhuisde naar de Wagenstraat, waar hij twee jaar later overleed. 
De schulden waren opgelopen tot 18.000 gulden en zijn weduwe Annetje accepteerde de erfenis slechts 'met de bepaling dat zij niet verantwoordelijk was voor de schulden die na de verkoping van de bezittingen zouden achterblijven.' Jan Steen en zijn vader, de Leidse bierbrouwer Havick Steen, stonden haar bij. Nadat alle huizen waren verkocht (het huis aan de Wagenstraat voor 1450 gulden, de twee panden aan de Prinsegracht voor 6700 gulden, de huizen aan de Dunne Bierkade voor 5260 gulden en het huis aan de Nieuwe Molstraat aan Havick Steen voor 2110 gulden) en de schulden betaald, betrok de weduwe een woning in het Hofje van Nieuwkoop, waar ze in 1672 stierf.

## Van Goyen als speculant
Naast zijn werk als kunstschilder was Van Goyen ook een speculant. Hij werd ingeschakeld als taxateur en werkte als kunsthandelaar. In 1629 verkocht hij een huis aan Johannes Porcellis. In 1637 werd hij aangestoken door de Tulpenmanie.
Hij kocht op 27 januari 1637 negen tulpenbollen van de Haagse oud-burgemeester Allert Claesz. van Ravesteyn voor 90 gulden en zou betalen met twee schilderijen, een gemaakt door Salomon van Ruysdael, dat hij nooit geleverd heeft. Een week later, op 4 februari, kocht hij nog een partij van dezelfde Van Ravesteyn voor 843 gulden (het kostbaarste exemplaar was een 'Jan Gerijtsen' van 60 gulden), die hij niet betaalde, omdat de markt instortte. De tulpenhandel was al een dag eerder in Haarlem, het centrum van de bollenhandel, ingestort. Van Goyen kwam met een partij waardeloze tulpenbollen te zitten. Van Ravesteyn overleed in 1641 toen van Goyen nog een schuld van 897 gulden bij hem had uitstaan. Na 1640 lag Van Goyens productie hoger dan ervoor.
Van Goyen ontwikkelde zich tot een projectontwikkelaar, als opdrachtgever van een zestal huizen. Het beleggen in onroerend goed was de hoofdreden dat het financieel gezien met van Goyen bergafwaarts ging. In de periode 1647-1654 veilde hij drie maal werk van zichzelf en van anderen. In 1651 vroeg hij uitstel van betaling aan, ook al verdiende hij dat jaar 650 gulden met zijn Gezicht op Den Haag. In 1652 leverde een veiling hem 3750 gulden op.

## Stijl en werk
Van Goyen was gespecialiseerd in het schilderen van weidse landschappen en riviergezichten, net als Jacob en Salomon van Ruysdael. Typerend voor zijn stijl is de afwisseling van donkere en lichtere banen, in zijn latere werk op een complexe manier. Hij 'overzwadderde' het hele doek met verschillende lagen verf en zocht in de min of meer toevallig ontstane kleurvlakken naar aanknopingspunten om details aan te brengen. De werken van Van Goyen behoren tot de barok.
Hij had een groot oog voor de details van alledag. Menselijke bedrijvigheid bepaalt het karakter van zijn schilderijen. Van Goyen schilderde niet realistisch, zoals op het schilderij van de Hooglandse Kerk in Leiden aan een rivier. Tussen 1638 en 1653 schilderde hij een dertigtal schilderijen van de Valkhof in Nijmegen, Rhenen is een goede tweede. Van Goyen was gefascineerd door de duinen bij Scheveningen, maar reisde ook naar Antwerpen (1648) en schilderde het Fort Lillo aan de Schelde.
Van Goyen baseerde zijn schilderijen op aantekeningen en voorstudies in zijn schetsboek, aanvankelijk met pen, later met zwart krijt. Zijn latere werk is het meest voornaam, zoals het Gezicht op de Kaag, Storm op het Haarlemmermeer en Gezicht op Dordrecht. Dit laatste schilderij is in 2008 voor 3,5 miljoen teruggekocht van de erfgenamen van Jacques Goudstikker.
Van Goyen had tientallen volgelingen en imitatoren waaronder Pieter de Neyn en Willem van Diest. Nicolaes Berchem is mogelijk een leerling. Gerard ter Borch schilderde zijn portret (rond 1653), evenals Bartholomeus van der Helst. Carel de Moor maakte een ets naar het schilderij van Ter Borch.

## Tentoonstellingen (selectie)
De Parijse kunsthandelaar Sedelmeyer wijdde in 1875 voor het eerst een tentoonstelling aan zijn werk. In 1903 werd in het Stedelijk Museum een tentoonstelling gehouden, georganiseerd door de firma Frederik Muller & Co.. De inleiding en catalogus waren het werk van de nog jonge Frits Lugt. 
Jan van Goyen van 21 september 1996 tot en met 2 februari 1997 in Museum De Lakenhal in Leiden.
Van Goyens schilderij Gezicht op 's-Gravenhage (1651) hing op 12 januari 2009 enkele minuten boven de Hofvijver in Den Haag. Dit gebeurde vanwege een verhuizing naar Washington, waar het doek als onderdeel van de tentoonstelling Pride of Place, Dutch Cityscapes of the Golden Age te zien was. Het vijf meter brede doek kon het Haags Historisch Museum enkel verlaten door het raam.